# Little Orphan Annie
Little Orphan Annie fue una tira de prensa diaria estadounidense creada por Harold Gray y publicada por Tribune Media Services. El nombre de la tira proviene del poema de 1885 "Little Orphant Annie", de James Whitcomb Riley, y fue publicada por primera vez el 5 de agosto de 1924 en el periódico neoyorquino Daily News. En 1937, ocupó el primer puesto en una lista compilada por la revista Fortune sobre las historietas más populares.
La historieta narra las aventuras de Annie, su perro Sandy y su benefactor Oliver "Daddy" Warbucks. Los personajes secundarios más importantes son Punjab, la cobra y el Sr. Am. La tira atraía a los lectores adultos por su contenido político, que criticaba, entre otras cosas, a los sindicatos, al New Deal y al comunismo. 
En 1968, después del fallecimiento de Gray, varios artistas continuaron con la historieta y por un tiempo se volvieron a publicar ediciones antiguas. Little Orphan Annie inspiró un programa de radio en 1930, adaptaciones cinematográficas de RKO en 1932 y de Paramount en 1938 y un musical de Broadway, Annie, en 1977. La popularidad de la tira fue decreciendo con el correr de los años y era publicada solo en veinte periódicos cuando fue cancelada, el 13 de junio de 2010.

## Argumento
Little Orphan Annie presenta características comunes con la novela picaresca en su relato, en apariencia sin final, de las aventuras episódicas y no relacionadas entre sí de un personaje que camina errante por un mundo corrupto. En el primer año de la tira se establecieron los rasgos picarescos que conformarían la base de la historia y en la primera semana se introdujeron los personajes principales, Annie, Sandy y "Daddy" Warbucks.
La historia comienza en un orfanato deprimente, del estilo de Dickens, donde Annie está obligada a convivir con los abusos rutinarios de la supervisora, una mujer fría y sarcástica. Un día, la acaudalada pero malvada Sra. Warbucks se lleva a Annie a su casa "a prueba". Su esposo siente un afecto paternal inmediato hacia la niña y le pide que lo llame "Daddy"; sin embargo, su trabajo lo obliga a viajar lejos de su casa por largos períodos de tiempo y no puede proteger a Annie de su esposa malvada y celosa, quien finalmente regresa a Annie al orfanato. 
La supervisora envía a Annie a que trabaje como esclava en la tienda de la Sra. Bottle, un trabajo que a la niña le desagrada mucho. Un día, Annie salva a un cachorro llamado Sandy de un grupo de chicos crueles, y poco tiempo después decide que no puede soportar más los tormentos a los que la somete la Sra. Bottle y huye. En su huida por el campo, encuentra un hogar cálido y amoroso en la granja del Sr. y la Sra. Silo. Cuando "Daddy" Warbucks ofrece una gran recompensa por el paradero de Annie, un malvado acreedor amenaza no solo la granja de los Silo sino también la felicidad y la seguridad de la niña. Sin embargo, el orden moral y el bien triunfan al final, cuando Warbucks aterriza por casualidad en la granja, en busca de un vaso de agua, y descubre a Annie. Warbrucks arregla las estructuras de la casa y regresa a la ciudad con la niña y Sandy, después de prometerles a los Silo que los visitarían en el futuro.

## Personajes
Annie es una huérfana de once años de edad. Sus rasgos físicos distintivos son su cabello rojo, ondulado y desordenado, su vestido del mismo color y los círculos vacíos de sus ojos. Sus frases características son, en su versión original, Gee whiskers y Leapin' lizards! Annie atribuye su continua jovialidad a su cumpleaños, el 29 de febrero, por lo que envejece un año por cada cuatro que pasan. Es una niña valiente, generosa, compasiva y optimista, que sabe defenderse de los que la molestan y tiene un fuerte sentido intuitivo del bien y del mal. 
Sandy entra a la historia como un cachorro sin una raza particular, que Annie rescata de un grupo de niños abusivos en una tira de enero de 1925. En el momento del rescate, la niña trabaja como una esclava en la tienda de la Sra. Bottle y consigue tenerlo oculto durante un tiempo, pero finalmente se lo da a Paddy Lynch, el dueño de un restaurante, quien puede darle una vida mucho mejor. En una tira de mayo de 1925, Sandy reaparece como un perro adulto de manera repentina y asombrosa para rescatar a Annie de unos secuestradores gitanos. Desde ese momento, ambos permanecen juntos. 
Oliver Warbucks aparece por primera vez en una tira de 1924, y un mes más tarde revela que es el dueño de una pequeña tienda de máquinas que había amasado su enorme fortuna produciendo municiones durante la Segunda Guerra Mundial. Es un hombre calvo de gran tamaño y personifica al ideal del capitalista, que suele vestir un traje y un broche de diamantes. Annie le cae bien desde el principio, y la hace llamarlo "Daddy", pero su esposa (la hija de un plomero) es una nueva rica esnob y chismosa que cela la atención que su esposo le dirige a Annie. Cuando Warbucks debe viajar a Siberia de improviso por negocios, su esposa regresa a la niña al orfanato. 
Otros personajes importantes incluyen a la mano derecha de Warbucks, Punjab, un hindú de dos metros y medio de estatura, y la Cobra, un estereotipo del nativo del Lejano Oriente, que apareció por primera vez en 1937. También aparecen en la historieta el misterioso Mister Am, un amigo de Warbucks que tiene una barba al estilo de Papá Noel y de una personalidad muy jovial. Dice haber vivido por millones de años y tiene poderes sobrenaturales; algunas pistas indican que incluso puede llegar a ser Dios.

## Contexto
Después de la Primera Guerra Mundial, el caricaturista Harold Gray comenzó a trabajar en el Chicago Tribune, que en ese momento estaba siendo convertido en un importante periódico nacional por su dueño, Joseph Medill Patterson. Como parte de su plan, Patterson quería publicar tiras de prensa a nivel nacional y hacer adaptaciones cinematográficas y radiales. Las tiras de Gray eran rechazadas una y otra vez por Patterson, pero Little Orphan Annie fue aceptada y debutó el 5 de agosto de 1924 en el Daily News, un tabloide del Tribune con sede en Nueva York. La respuesta de los lectores fue positiva, y Annie comenzó a aparecer como una tira dominical en el Tribune el 2 de noviembre y como una tira diaria el 10 de noviembre. Poco tiempo después, se decidió que se publicaría en el resto del país, y el Toronto Star y el The Atlanta Journal-Constitution  compraron los derechos para imprimirla.
Gray dijo en 1951 que los orígenes de Annie provienen de un encuentro fortuito que tuvo con una joven de la calle, en Chicago, cuando recorría la ciudad en busca de ideas para nuevas caricaturas. “Hablé con esta joven y me gusto de inmediato”, dijo Gray. “Tenía sentido común y sabía cuidar de sí misma. Tenía que hacerlo. Se llamaba Annie. En ese momento, había cuarenta tiras protagonizadas por chicos, y solo tres donde las protagonistas eran del sexo femenino; elegí a Annie para la mía y la convertí en una huérfana, para que no tuviera familia ni lazos, sino libertad de ir a donde quisiera”.
En lo que respecta al diseño de la tira, las influencias de Gray fueron su infancia en las granjas del Medio Oeste estadounidense, los poemas y novelas de la era Victoriana como Grandes esperanzas de Charles Dickens, la famosa tira de Sidney Smith The Gumps y el histrionismo de las películas mudas y los melodramas de la época. Al principio, no había continuidad entre las tiras dominicales y las diarias, pero a principios de la década de 1930 ambas se habían fusionado en una sola. La tira (cuyo título proviene del poema de 1885 de James Whitcomb Riley "Little Orphant Annie") era “conservadora y de interés contemporáneo”, según los editors de The Great Depression in America: A Cultural Encyclopedia, y “representaba el punto de vista personal” de la “filosofía hogareña del trabajo duro, del respeto por los mayores y de una mirada alegre hacia la vida” en la que creían Gray y Riley. Una encuesta de popularidad de la revista Fortune de 1937 indicó que Little Orphan Annie ocupaba el primer puesto de la lista, por encima de Popeye, Dick Tracy, Bringing Up Father, The Gumps, Blondie, Moon Mullins, Joe Palooka, Li'l Abner y Tillie the Toiler.

### Desde 1929 hasta la Segunda Guerra Mundial
A Gray le afectó muy poco la crisis económica de 1929. La tira era más popular que nunca y le representaba una buena fuente de ingresos, que creció aún más cuando la tira se convirtió en un programa de radio en 1930 y fue adaptada en dos películas en 1932 y 1938. Gray, como se esperaba, fue criticado por algunos espectadores por tratar la temática de los pobres, el trabajo duro, la iniciativa y la motivación cuando él era un hombre rico. 
En 1935, Punjab, un hindú gigante con ropas tradicionales y un turbante, apareció en la tira y se convirtió en uno de sus personajes icónicos. Aunque las aventuras de Annie llegaron a un punto donde las apariciones de Punjab eran realistas y creíbles, las tiras después de la creación del personaje derivaron al terreno de lo sobrenatural, lo cósmico y lo fantástico.
En noviembre de 1932, Franklin Delano Roosevelt fue elegido presidente de los Estados Unidos y propuso su New Deal. Muchas personas, incluyendo a Gray, veían a este y a otros programas como interferencias del gobierno en las empresas privadas, por lo que comenzó a criticarlo mediante sus historietas. La vida de Annie, a partir de ese momento, no solo se complicaba por criminales y gansters, sino también por burócratas y simpatizantes del New Deal. Los hombres de negocios temían a los sindicatos y Gray estaba de su lado. Algunos escritores y editores se mostraron en desacuerdo con las críticas en sus tiras al New Deal y a los sindicatos laborales de la época: los periodistas de The New Republic  dijeron que a través de Annie, Gray defendía a los jefes de las compañías que estaban siendo investigadas por el gobierno. El Herald Dispatch de Hurlington, Virginia Occidental dejó de publicar Little Orphan Annie, con una editorial de primera plana donde se desligaba de las opiniones políticas de Gray. Una editorial posterior del New Republic elogió la acción del periódico, al igual que The Nation, que también manifestó su apoyo.
A finales de la década de 1920, la tira había incorporado contenido más adulto, y Annie enfrentaba asesinos, gansters, espías y saboteadores. Fue en esta época cuando Gray, cuyas opiniones políticas siempre habían sido conservadoras y libertaristas con un marcado tinte populista, introdujo varias de sus historias más controversiales. Analizó los aspectos más oscuros de la naturaleza humana, como la avaricia y la traición. La brecha entre los ricos y los pobres también pasó a primer plano. La tira (y Gray, en las entrevistas) apoyaban la ética económica de una paga honesta por un trabajo honesto. Su hostilidad hacia los sindicatos se dejó ver en una historia publicada en 1935 y llamada "Eonite". Otros blancos fueron el New Deal, el comunismo y los hombres de negocios corruptos.
Gray era crítico sobre todo con el sistema de justicia, que, en su opinión, no hacía lo suficiente para combatir los criminales. Por esta razón, algunas de sus historias mostraban a los personajes hacienda justicia por mano propia. La primera de estas historias apareció en1927, en una aventura llamada "The Haunted House"; en la historia, Annie es secuestrada por un gánster llamado Mister Mack. Warbucks la rescata y pone bajo custodia a Mack y a su banda. Luego, contacta a un senador local que le debe un favor y lo convence de usar sus influencias con el juez para asegurarse de que el juicio se lleva a cabo a su manera y que los hombres reciban sus castigos. Annie cuestiona el uso de estos métodos, y concluye diciendo: “Con todos los pillos usando dinero para salir, me pregunto si la única manera de castigarlos de manera honesta es como lo hizo Daddy, también con dinero, para vencerlos en su propio juego”.
Warbucks se volvió mucho más implacable con los años. Después de atrapar otra banda de secuestradores, anuncia que "no me molestaría en avisarle a la policía sobre ustedes, muchachos", implicando que mientras él y Annie pudiesen estar juntos, la Cobra y sus hombres podrían linchar a los secuestradores. En otra tira dominical, publicada durante la Segunda Guerra Mundial, un profeta bélico expresa la esperanza de que el conflicto dure veinte años más. Un miembro exaltado del público ataca al hombre por su opinión y pide venganza por sus dos hijos, muertos en combate. Cuando un policía que pasaba está a punto de intervenir, Annie lo convence de que no lo haga, diciendo: "A veces es mejor que la gente solucione sus problemas mediante lo que podrían llamarse 'procesos' democráticos".

### Segunda Guerra Mundial yAnnie's Junior Commandos
A medida que la guerra se fue consolidando, tanto el Tribune de Chicago como el Daily News de Nueva York se declararon neutrales; sin embargo, "Daddy" Warbucks continuaba construyendo tanques, aviones y municiones. El periodista James Edward Vlamos criticó la pérdida de fantasía, inocencia y humor en la historieta, y dijo sobre una de las secuencias de Gray sobre espionaje que "el destino de la nación descansa en los frágiles hombros de Annie". Vlamos les advirtió a los lectores que "se limitaran a ver el mundo de la guerra y el horror que aparece en las primeras páginas".
Cuando los Estados Unidos entraron a la guerra, Annie no solo hizo estallar un submarino nazi, sino que también organizó y lideró grupos de niños llamados Junior Commandos para que recolectaran periódicos, pedazos de metal y otros materiales reciclables para colaborar con la guerra. Ella misma usó una banda en el brazo con las iniciales "JC" bordadas y se hizo llamar "Coronel Annie". En la vida real, la idea tuvo efecto, y se alentó a los escolares y sus padres para que organizaran grupos similares: más tarde, se registraron veinte mil Junior Commandos en la ciudad de Boston.
Gray fue muy elogiado por sus iniciativas para colaborar con la guerra. Editor & Publisher escribió: "Harold Gray, el creador de Little Orphan Annie, ha hecho uno de los mayores trabajos a la fecha en lo que respecta al manejo de la chatarra. Su proyecto Junior Commando, que comenzó hace varios meses, ha sido imitado en todo el país y se ha recogido muchísima chatarra para contribuir con la campaña. Los niños venden lo que encuentran, que a su vez se convierte en estampillas y bonos de guerra".
Sin embargo, no todo era favorable para Gray. Tuvo que solicitar cupones extra para combustible, ya que pensó que los necesitaría para viajar al campo para recolectar material útil para la tira; sin embargo, un encargado de la Office of Price Administration llamado Flack se negó a dárselos, con la explicación de que las caricaturas no eran vitales para la guerra, y más tarde no aceptaron la apelación de Gray. Este hecho lo puso furioso y trasladó ese enojo a la historieta, donde demonizó a Flack, a los controles del gobierno y a otras problemáticas. Aunque Gray tenía simpatizantes, sus vecinos defendieron a Flack en el periódico local y condenaron a Gray. Flack amenazó demandarlo por libelo, por lo que tuvo que cancelar la tira; Gray no mostró señales de arrepentimiento, pero sí descontinuó la secuencia.
Gray fue criticado por un periódico sureño por haber incluido a un afroamericano entre los niños blancos de los Junior Commandos. Gray dejó claro que no era un reformador ni creía en revertir la política restrictiva hacia los ciudadanos de color, ni tenía relación alguna con Eleanor Roosevelt, una entusiasta militante por los derechos civiles. Señaló que Annie era amiga de todos, y que la mayoría de las ciudades del norte del país tenían "grandes pueblos de afroamericanos". Según su explicación, la inclusión de este personaje fue "un gesto meramente casual hacia un grupo grande de lectores". Los lectores afroamericanos le escribieron cartas al creador de Annie agradeciéndole la incorporación de un niño negro en la tira.
En el verano de 1944, Franklin Delano Roosevelt fue nominado por cuarta vez como presidente de los Estados Unidos y Gray, a quien le desagradaba Roosevelt mató a Warbucks en una secuencia de un mes de duración. A los lectores no les agradó la decisión, pero algunos pidieron que Annie y su "filosofía crítica" corrieran la misma suerte. Sin embargo, al mes siguiente, Annie trabajaba como ama de llaves en la casa de la Sra. Bleating-Hart y sufría todo tipo de tormentos por parte de su ama. El público le rogó a Gray que tuviera compasión con Annie, y el escritor hizo que la niña matara a la señora, siendo exonerada poco después. En abril de 1945, después de la muerte de Roosevelt, Gray resucitó a Warbucks (quien solo estaba fingiendo su muerte para confundir a sus enemigos) y otra vez el multimillonario comenzó a exponer las bondades del capitalismo.

### Años de posguerra
En los años de posguerra, Annie abarcó las temáticas de las bombas atómicas, el comunismo, la rebellion adolescente y otras problemáticas sociales y políticas, lo que provocó quejas por parte de la Iglesia, los líderes de los sindicatos y otros grupos relacionados. Por ejemplo, Gray opinaba que los niños debían tener la posibilidad de trabajar: “un poco de trabajo jamás lastimaría a un niño. Una de las causas de la delincuencia juvenil que abunda tanto es que los niños son obligados, por ley, a vagar por las calles y buscar problemas”. Su creencia provocó la ira del movimiento laboral, que apoyaba de manera terminante las leyes en contra de la explotación infantil.
Un columinista de un periódico londinense declaró que algunas de las secuencias de Gray podían ser una amenaza para la paz mundial, pero otro periódico de Detroit apoyó a Gray en su política de relaciones exteriores “dispara primero y pregunta después”. Gray fue criticado por la violencia presente en sus tiras, en particular en una donde Annie y Sandy son atropellados por un auto. El escritor respondió a las críticas dándole a Annie amnesia por un año, lo que le permitió vivir varias aventuras sin Daddy. En 1956, una historieta que involucraba delincuencia juvenil, adicción a las drogas, navajas, prostitutas, policies corruptos y lazos entre adolescentes y gansters adultos desató tal tormenta de críticas por parte de los sindicatos, la Iglesia y los intelectuales que treinta periódicos cancelaron la tira. Los editores le ordenaron a Gray que retirase la secuencia y empezara con otra aventura.

### Muerte de Gray
Gray falleció en mayo de 1968 de cáncer, y la tira fue continuada por otros caricaturistas. El primo de Gray, Robert Leffingwell, fue el primero que tuvo el empleo, pero no rindió como se esperaba por lo que el artista del Tribune Henry Arnold y el mánager general Henry Raduta tomaron el mando de manera temporal mientras buscaban un reemplazo permanente. Tex Blaisdell, un experimentado artista de cómics, obtuvo el trabajo con Elliot Caplin como guionista. Caplin dejó de lado la política y se concentró en las historias de los personajes. El dúo trabajó en la tira durante seis años, pero las suscripciones decayeron y debieron dejar el trabajo a finales de 1973. Otros los reemplazaron, pero en esa época surgieron muchas quejas en relación con Annie, sus opiniones políticas y su falta de valor. A principios de 1974, David Lettick se hizo cargo de la tira, pero la abandonó tres meses después; en abril de ese mismo año, se tomó la decisión de reimprimir las clásicas tiras de Gray, desde 1936. Las suscripciones volvieron a aumentar.
En 1979, después de que fuese estrenado en Broadway con mucho éxito el musical Annie, la tira volvió a publicarse, escrita e ilustrada por Leonard Starr. Starr, el creador de Mary Perkins, On Stage, fue el único que tuvo éxito con la tira, además de Gray. 
En el año 2000, después del retiro de Starr, lo reemplazó el guionista del Daily News Jay Maeder y el artista Andrew Pepoy, comenzando desde el 5 de junio de ese año. Alan Kupperberg fue el sucesor de Pepoy entre 2001 y 2004 y Ted Slampyak  se hizo cargo de las ilustraciones hasta 2010. Los nuevos creadores actualizaron el entorno y los personajes de la tira para adaptarlos a una audiencia moderna: modificaron el corte de cabello de Annie y la vistieron con jeans, dejando de lado su clásico vestido. Sin embargo, las nuevas historias de Maeder jamás consiguieron tener el contenido sentimental y el compromiso de las que habían escrito Gray y Starr; la misma Annie fue relegada a ser un personaje secundario y se volvió mucho menos compleja que lo que había sido durante siete décadas. El estilo literario de Maeder se caracterizó por los argumentos simples, en claro contraste con las historias serias y conmovedoras que relataban Gray y Starr. Annie fue perdiendo suscriptores poco a poco durante la década de 2000, y para 2010 aparecía en menos de veinte periódicos estadounidenses. 

### Cancelación
El 13 de mayo de 2010, Tribune Media Services anunció que la última tira de Little Orphan Annie se publicaría el domingo 13 de junio. En el momento del anuncio, se publicaba en menos de veinte periódicos; algunos de estos, como el Daily News neoyorquino, la habían incluido desde sus inicios. El último artista, Ted Slampyak, dijo: "Es un poco doloroso. Es como el duelo tras la pérdida de un amigo".
La última tira fue el final de un arco en la historia donde Annie había sido secuestrada de su hotel por un criminal de guerra de Europa del Este, que había ingresado a los Estados Unidos con nombre y pasaporte falsos. Aunque Warbucks pide ayuda al FBI y a la Interpol para encontrarla, al final de la tira comienza a resignarse al hecho de que lo más probable es que nunca encuentre a la niña con vida. Desafortunadamente para Warbucks, no se da cuenta de que Annie aún está viva y que se encuentra en Guatemala con su captor, conocido simplemente como "el Carnicero de los Balcanes". Aunque Annie quiere ser liberada, el criminal le dice que no la dejará ir, pero que tampoco la matará, ya que tiene miedo de que lo capturen y porque no mataría a un niño, pese a todos sus asesinatos políticos; también le dice que ahora tiene una nueva vida junto a él. En el último cuadro de la tira, dice "Y aquí es donde dejamos a nuestra Annie. Por ahora".

## Adaptaciones

### Radio
Little Orphan Annie fue adaptada en un programa de radio de quince minutos de duración, estrenado en la estación WGN, de Chicago, a las 5:45 p. m. (hora local) el 6 de abril de 1931, y finalmente Blue Network, de la NBC, la emitió de costa a costa. El programa fue una de las primeras tiras de prensa en adaptarse para la radio, atrajo seis millones de espectadores y dejó de emitirse en 1942. El historiador radial Jim Harmon atribuye la popularidad del programa en The Great Radio Heroes al hecho de que era la única emisión radial que involucraba y estaba destinada a los niños pequeños.
En 1931, cuando debutó el programa, no existían las estaciones de radio que emitieran para todo el país, por lo que se usaron dos distintas: una en San Francisco, protagonizada por Floy Margaret Hughes, y la otra en Chicago, protagonizada por Shirley Bell como Annie, Stanley Andrews como "Daddy" y Allan Baruck (y más tarde Mel Tormé) como Joe Corntassel. En 1933, cuando las estaciones comenzaron a emitir a lo ancho de los Estados Unidos, el elenco de Chicago pasó a ser el permanente.
Bobbe Dean dio su voz al personaje durante un breve período de tiempo, entre 1934 y 1935, durante una disputa por el contrato entre el estudio y Bell, y Janice Gilbert interpretó a Annie entre 1940 y 1942. Leonard Salvo fue el organista del programa.
Al principio, el suplemento con gusto a leche Ovaltine patrocinaba el programa, y los miembros de la agencia de la marca en Chicago escribían los libretos. Dejaban de lado las temáticas políticas de las tiras de prensa de Gray y se concentraban en la promoción de su producto, al que le dedicaban casi siete minutos en cada emisión. Los fanáticos podían canjear las pruebas de compra de Ovaltine por un anillo o pin que servía para decodificar breves mensajes secretos, emitidos en los últimos minutos del programa. En 1940, Quaker se convirtió en el patrocinador del programa y añadió a un nuevo personaje, el Capitán Sparks, que finalmente sería el protagonista y relegaría a Annie a un papel secundario.

### Películas
En el auge de la popularidad de Annie, durante la década de 1930, se estrenaron dos adaptaciones cinematográficas: en la víspera de Navidad de 1932 se estrenó la primera, Little Orphan Annie, producida por David O. Selznick para RKO y protagonizada por Mitzi Green como Annie. El argumento era simple: Warbucks debe viajar por negocios y Annie regresa al orfanato, donde traba amistad con un pequeño llamado Mickey. Cuando una mujer rica adopta al niño, Annie lo visita en su nuevo hogar; poco después, Warbucks regresa y organiza una fiesta de Navidad para todos. La revista Variety la criticó duramente, y los críticos del Daily News de Nueva York se mostraron "un poco decepcionados" con la película, ya que Green les parecía "demasiado grande y robusta" para el papel. Paramount contrató a Ann Gillis para que personificara a Annie en su adaptación cinematográfica de 1938, pero esta versión tampoco fue bien recibida. Un crítico la describió como "estúpida y aburrida" y le desagradó la "caracterización endulzada" de Annie.
Tres años después del lanzamiento de RKO, Gray escribió una secuencia para la tira en la que Annie viaja a Hollywood. En la tira, es contratada por una compañía poco conocida como doble de una malcriada estrella infantil, Tootsie McSnoots. La joven estrella Janey Spangles le cuenta a Annie sobre las prácticas corruptas de Hollywood, y la niña maneja la información con madurez, lo que le permite disfrutar junto con su amiga mientras trabaja en el set. Annie no se convierte en estrella. Según Bruce Smith en su libro The History of Little Orphan Annie, "Gray fue lo suficientemente listo y no dejó que Annie tuviese demasiado éxito".

### Broadway
En 1977, Little Orphan Annie fue adaptada en una obra musical, Annie. La producción original se realizó entre el 21 de abril de 1977 y el 2 de enero de 1983, con música de Charles Strouse, letra de Martin Charnin y libreto de Thomas Meehan. Después del éxito en Broadway, la obra se trasladó a otros países, y fue adaptada dos veces al cine, en 1982 y 1999; la más exitosa fue la primera, dirigida por John Huston y protagonizada por Aileen Quinn como Annie, Albert Finney como Warbucks, Ann Reinking como su secretaria Grace Farrell y Carol Burnett como Miss Hannigan. El musical fue una versión libre de la tira de prensa original.
Las actrices que personificaron a Annie en Broadway fueron Andrea McArdle, Shelley Bruce, Sarah Jessica Parker, Allison Smith y Alyson Kirk. Dorothy Loudon, Alice Ghostley, Betty Hutton, Ruth Kobart, Marcia Lewis, June Havoc, Nell Carter y Sally Struthers, por otro lado, interpretaron a Miss Hannigan. Las canciones del musical incluyen a "Tomorrow", "It's the Hard Knock Life". En enero de 2011, la revista Variety anunció que Will Smith tenía pensado hacer una remake de Annie con su hija Willow Smith en el papel protagónico.

## En medicina
En medicina, el carcinoma papilar de tiroides visto al microscopio presenta células llamadas células en "ojo de la húerfana Annie", por su característica presencia de núcleos muy claros y similitud a los ojos de Annie.

## Episodios
- 1924: From Rags to Riches (and Back Again); Just a Couple of Hurried Bites
- 1925: The Silos; Count De Tour
- 1926: School of Hard Knocks; Under the Big Top; Will Tomorrow Never Come?
- 1927: The Blue Bell of Happiness; Haunted House; Other People's Troubles
- 1928: Sherlock, Jr.; Mush and Milk; Just Before the Dawn
- 1929: Farm Relief; Girl Next Door; One Blunder After Another
- 1930: Seven Year Itch; The Frame, the Farm & the Flood; Shipwrecked
- 1931: Busted!; Good Neighbor Policy; Down, But Not Out; And a Blind Man Shall Lead Them; Distant Relations; A Hundred to One
- 1932: Don't Mess with Cupid; They Call Her Big Mama; A House Divided; Cosmic City
- 1933: Pinching Pennies; Retribution; Who'd Chizzle a Blind Man?
- 1934: Bleek House; Phil O. Blustered; The One-Way Road to Justice; Dust Yourself Off
- 1935: Punjab the Wizard; Beware the Hate Mongers; Annie in Hollywood
- 1936: Inkey; On the Lam; The Sole of the Matter; The Gila Story; Those Who are About to Die
- 1937: The Million-Dollar Voice; The Omnipotent Mr. Am; Into the Fourth Dimension; Easy Money
- 1938: A Rose, per Chance; Shanghai Peg
- 1939: The Buckles, Axel's Captive

## Audio
- Secuencia de presentación de Little Orphan Annie Archivado el 15 de septiembre de 2009 en Wayback Machine.
- Radio Nostalgia Network, Little Orphan Annie (18 de octubre de 1935) (enlace roto disponible en Internet Archive; véase el historial, la primera versión y la última).
- Fiorello La Guardia lee Little Orphan Annie en WNYC durante la huelga de periódicos de 1945